# 李忠希
李忠希（英語：Jones Lee，1974年6月29日—），原名李廣忠，前藝名李中希，香港男演員、歌手。現時多集中於從商方面，較少於幕前演出。

## 背景
李忠希的父親在他七歲的時候因心臟病離世。他早年在愛民邨信民樓長大，在新法書院由幼稚園讀至中三年級，畢業於另一所中學。及後跟隨表哥太極樂隊成員兼音樂創作人唐奕聰，當其助手五年。期間獲唐鼓勵，向歌唱老師學習唱歌技巧，並得到他的協助，鋪路聯絡唱片公司踏入樂壇。
1996年加入新力唱片成為歌手，同年出版首張個人專輯《太著緊》，並奪得商業電台「叱咤樂壇生力軍男歌手」銅獎，惜之後未有安排再推出專輯，樂壇發展止步。1999年改名為「李忠希」，參加無綫電視藝員訓練班簽約成為無綫電視藝員，演出多部電視劇集演出包括《識法代言人》、《Only You 只有您》、《點解阿Sir係阿Sir》、《回到三國》等劇集。2012年曾轉投香港電視網絡（HKTV）發展，代表作有《導火新聞線》、《惡毒老人同盟》。
2014年6月，重返無綫電視成為基本藝人合約演員。
2018年5月，亮相無綫電視音樂節目「流行經典50年」演唱其出道作《太著緊》。2020年6月離開無綫。現時經營火鍋店「火鍋館」和他在2009年入股的酒吧「山林道sky21」。

## 個人生活
李忠希現時已婚，並與太太育有一女。兄李广雄是一位职业结他手，圈內人称他花名是＜神童＞

## 電視劇（無綫電視）
1999年
- 創世紀 飾 Peter

2004年
- 怪俠一枝梅 飾 任普天

2005年
- 識法代言人 飾 韋律師

2008年
- 法證先鋒II 飾 Jason

2009年
- 珠光寶氣 飾

2010年
- 談情說案 飾 Chris
- 天天天晴 飾 輝少
- 公主嫁到 飾 陳德智
- 翻叮一族 飾 勞資關係主任
- 讀心神探 飾 宗
- 刑警 飾 CID

2011年
- 你們我們他們 飾 Tony (第5集)
- Only You 只有您 飾 Ben
- 女拳 飾
- 點解阿Sir係阿Sir 飾 羅耀祖（Joe）
- 真相 飾 昌
- 誰家灶頭無煙火 飾 Jimmy

2012年
- 缺宅男女 飾 登記官 (第16集)
- 4 In Love 飾 主持
- 當旺爸爸 飾 大麻成
- 回到三國 飾 崔浩（崔州平）
- 造王者 飾 白之奇
- 大太監 飾 袁來玉

2013年
- 金枝慾孽貳 飾 陸平 (第2集)

2014-2015年
- 愛·回家 (第一輯) 飾  (第599集)、 𧝁先生

2015年
- 四個女仔三個BAR 飾 醫生 (第24集)
- 以和為貴 飾 陳思銳
- 水髮胭脂 飾 律師 (第20集)
- 愛·回家 (第二輯) 飾 Macho
- 東坡家事 飾 班主 (第4集)
- 刀下留人 飾 殷泰伯

2016年
- 鐵馬戰車 飾 正
- 警犬巴打 飾 醫生
- 潮流教主 飾 李立基（Patrick）
- 愛·回家之八時入席 飾 黎少勳
- EU超時任務 飾 餐廳經理
- 殭 飾 醫生 (第18集)
- 一屋老友記 飾 Jerry Ma (第13集)
- 巨輪II 飾 賭客 (第11集)
- 律政強人 飾 鄺忠耀
- 幕後玩家 飾 葉少龍

2017年
- 財神駕到 飾 呂權
- 乘勝狙擊 飾 警察
- 愛·回家之開心速遞 飾 部門主管（第11集）、講師（第371集）
- 與諜同謀 飾 關正揚
- 不懂撒嬌的女人 飾 凌大威（青年）
- 雜警奇兵 飾 老公
- 溏心風暴3 飾 Kris
- 性在有情 飾 葉國華

2018年
- 平安谷之詭谷傳說 飾 陸冬至
- 波士早晨 飾 波友
- 翻生武林 飾 牛叔
- 宮心計2深宮計 飾 許泉
- 再創世紀 飾 彭世岳
- 跳躍生命線 飾 周偉賢
- 是咁的，法官閣下 飾 方國強
- 兄弟 飾 剛

2019年
- 白色強人 飾 劉醫生
- 街坊財爺 飾 Sam
- 解決師 飾 傑佬
- 丫鬟大聯盟 飾 三綱

2020年
- 黃金有罪 飾 唐發集團董事
- 過街英雄 飾 記者
- 使徒行者3 飾 阿希
- 踩過界II 飾 甘樹立醫生

2021年
- 逆天奇案 飾 Ray
- 一笑渡凡間 飾 于康睿

2022年
- 鐵拳英雄 飾 爆石成

## 電視劇（香港電視網絡）
2014年
- 來生不做香港人 飾 Benny

2015年
- 導火新聞線 飾 石俊賢（石議員）
- 大眾情性 飾 Sharon之丈夫
- 歲月樓情 飾 郭青文之丈夫
- 惡毒老人同盟 飾 毛俊傑
- 夜班 飾 Joe
- 開腦儆探 飾 Ben

未拍攝完成
- 天網 飾 林家榮

## 電視劇（其他）

### 2017年
- 反黑 飾 李英才

### 2023年
- 疊影狙擊 飾 Dicky Wong

## 電影
- 1996《飛虎雄心2之傲氣比天高》 飾李忠希
- 2019《使徒行者2：谍影行动》 飾

## 唱片
| # | 專輯名稱 | 專輯類型 | 發行公司 | 發行日期 | 曲目 |
| - | -------- | -------- | -------- | -------- | --- |
| 1 | 太著緊   | 大碟     | 新力唱片 | 1996年   | 曲目 1. 太著緊 2. 分手了 3. 由我失戀那天 4. 都曾深愛過 5. 清清楚楚 6. 找不到 7. 無奈妳最愛自己 8. 情敵 9. 似是而非 10. 歎息 |

## 參與節目
- 東張西望
- 築·動·愛
- 蓋世尋寶

## 獎項
- 1996年度叱咤樂壇流行榜頒獎典禮叱咤樂壇生力軍男歌手銅獎
- 1996年度新城勁爆頒獎禮新登場男歌手

## 外部連結
- 李忠希的Facebook專頁
- 李忠希的Instagram帳戶
- 李忠希的新浪微博
- 李忠希在香港影庫上的簡介